# Vladimir Vilner
Vladimir Vilner, född som Vladimir Bertoldovitj Vilner 21 mars 1885 i Hrodna, Kejsardömet Ryssland, död 9 augusti 1952 i Kiev, Sovjetunionen, var en sovjetisk filmregissör.

## Filmografi (urval)

### Regi
- 1926 - Benja Krik (Беня Крик)[1][2]